# Partido Democrático (Timor-Leste)
O Partido Democrático (PD) é um partido de Timor-Leste, fundado em 10 de junho de 2001 por Fernando 'Lasama' de Araújo. O seu presidente é Mariano Sabino. O PD é um dos três partidos da coalizão governista no Parlamento Nacional de Timor-Leste.

## Histórico
Nas primeiras eleições gerais em 30 de agosto 2001, o partido ganhou 8,72% dos votos e sete dos 88 assentos no parlamento nacional. O PD foi o segundo partido mais votado, ficando atrás apenas da FRETILIN.
Nas eleições presidenciais de 2007, Lasama concorreu como candidato pela PD. Recebendo apoio de setores da Igreja Católica e do líder rebelde Alfredo Reinado, Lasama terminou o primeiro turno com 19,18% dos votos, ficando em terceiro lugar, atrás do primeiro-ministro José Ramos-Horta e do presidente do parlamento Francisco Guterres, não podendo portanto disputar o segundo turno. O resultado foi questionado sob a alegação de irregularidades na contagem dos votos, mas os vários recursos foram rejeitados.
Nos eleições legislativas de 30 de junho 2007 o PD recebeu 11,30% dos votos e oito dos 65 assentos no parlamento. A FRETILIN, que era o maior partido do parlamento com 21 cadeiras, reivindicou a formação de um futuro governo, seja como um governo de minoria ou uma coalizão, mas o PD, o Congresso Nacional da Reconstrução Timorense (CNRT) e a coligação ASDT/PSD (formada pelos partidos Associação Social-Democrata Timorense e Partido Social Democrata) juntaram-se formando uma nova coalizão sob o nome de Aliança com Maioria Parlamentar (AMP). A AMP possuía 37 assentos com uma pequena maioria no parlamento. Depois de negociações infrutíferas com a FRETILIN e os esforços de mediação feitos por Ramos-Horta, o presidente do CNRT, Xanana Gusmão pediu para formar o governo sob liderança da AMP, tendo o próprio como primeiro-ministro.
Nos eleições parlamentares de 2012 o PD conquistou 10,56%, mantendo-se como a terceira força política de Timor, somente superada pela CNRT e a FRETILIN. Com o CNRT e a Frenti-Mudança, o PD constitui o governo de coalizão. Lasama de Araújo tornou-se vice-primeiro-ministro.

## Resultados Eleitorais

### Eleições legislativas
| Data | Líder                       | Cl. | Votos  | %              | +/-  | Deputados | +/-     | Status                    | Notas |
| ---- | --------------------------- | --- | ------ | -------------- | ---- | --------- | ------- | ------------------------- | ----- |
| 2001 | Fernando 'Lasama' de Araújo | 2.º | 31 680 | 8,72 / 100,00  |      | 7 / 88    |         | Oposição                  |       |
| 2007 | Fernando 'Lasama' de Araújo | 4.º | 46 946 | 11,30 / 100,00 | 2,58 | 8 / 65    | 1       | Governo                   |       |
| 2012 | Fernando 'Lasama' de Araújo | 3.º | 48 851 | 10,31 / 100,00 | 0,99 | 8 / 65    | Estável | Governo                   |       |
| 2017 | António da Conceição        | 4.º | 55 608 | 9,79 / 100,00  | 0,42 | 7 / 65    | 1       | Oposição                  |       |
| 2018 | Mariano Sabino              | 4.º | 50 370 | 8,07 / 100,00  | 1,72‬ | 7 / 65    | 2       | Oposição (2018-2020)      |       |
| 2018 | Mariano Sabino              | 4.º | 50 370 | 8,07 / 100,00  | 1,72‬ | 7 / 65    | 2       | Apoio parlamentar (2020-) |       |

### Eleições presidenciais
| Data | Candidato apoiado           | 1.ª Volta | 1.ª Volta | 1.ª Volta      | 2.ª Volta | 2.ª Volta | 2.ª Volta |
| Data | Candidato apoiado           | Cl.       | Votos     | %              | Cl.       | Votos     | %         |
| ---- | --------------------------- | --------- | --------- | -------------- | --------- | --------- | --------- |
| 2002 | Xanana Gusmão               | 1.º       | 301 634   | 82,69 / 100,00 |           |           |           |
| 2007 | Fernando 'Lasama' de Araújo | 3.º       | 77 459    | 19,18 / 100,00 |           |           |           |
| 2012 | Fernando 'Lasama' de Araújo | 4.º       | 80 381    | 17,30 / 100,00 |           |           |           |
| 2017 | António da Conceição        | 2.º       | 167 794   | 32,46 / 100,00 |           |           |           |